# Szakmár megállóhely
Szakmár megállóhely a MÁV megszűnt vasúti megállóhelye a Bács-Kiskun vármegyei Kalocsa városban. A megállóhelyet a MÁV 153-as számú Kiskőrös–Kalocsa-vasútvonala érinti.

## Vasútvonalak
A megállóhelyet az alábbi vasútvonalak érintik:
- Kiskőrös–Kalocsa-vasútvonal

## Kapcsolódó állomások
A megállóhelyhez az alábbi állomások vannak a legközelebb:
- Kalocsa vasútállomás (Kiskőrös–Kalocsa-vasútvonal)
- Öregcsertő megállóhely (Kiskőrös–Kalocsa-vasútvonal)

## Forgalom
Az megállóhelyet 1882-ben építették meg a Kiskőrös–Kalocsa-vasútvonallal együtt.[forrás?]
2007. március 4-ével megszűnt a személyforgalom, azóta csak tehervonatok haladnak át a megállóhelyen.

## Megközelítés
A közúti megközelítést a szakmári József Attila utca biztosítja.